# جام قهرمانان ای۳ ۲۰۰۴
جام قهرمانان ای۳ ۲۰۰۴ دومین دوره جام قهرمانان ای۳ بود که از ۲۲ تا ۲۸ فوریه ۲۰۰۴ در شانگهای، چین برگزار شد.

## شرکت کنندگان
- شانگهای شنهوا – قهرمان لیگ دسته اول چین ۲۰۰۳
- شانگهای اینترنشنال – نایب قهرمان لیگ دسته اول چین ۲۰۰۳
- یوکوهاما اف مارینوس – قهرمان جی‌لیگ ۲۰۰۳
- سئونگنام ایلهوا چونما – قهرمان کی‌لیگ ۲۰۰۳

## جدول رده بندی
| تیم                   | ب | پ | ت | ب | گ‌ز | گ‌خ | ت‌گ | ام |
| --------------------- | - | - | - | - | -- | -- | -- | -- |
| سئونگنام ایلهوا چونما | ۳ | ۲ | ۱ | ۰ | ۵  | ۱  | ۴+ | ۷  |
| یوکوهاما اف مارینوس   | ۳ | ۲ | ۰ | ۱ | ۴  | ۴  | ۰  | ۶  |
| شانگهای شنهوا         | ۳ | ۰ | ۲ | ۱ | ۲  | ۴  | ۲− | ۲  |
| شانگهای اینترنشنال    | ۳ | ۰ | ۱ | ۲ | ۲  | ۴  | ۲− | ۱  |

### نتایج مسابقات
| یوکوهاما اف مارینوس | ۰ – ۳ | سئونگنام ایلهوا چونما                          |
| ------------------- | ----- | ---------------------------------------------- |
|                     |       | کیم دو-هون ۵۰' · آدمار ۶۳' · شین تائه-یونگ ۸۲' |

| شانگهای شنهوا | ۱ – ۱ | شانگهای اینترنشنال |
| ------------- | ----- | ------------------ |
| ژنگ کیوی ۸۰'  |       | آیو ۴۴'            |

| شانگهای اینترنشنال | ۰ – ۱ | سئونگنام ایلهوا چونما |
| ------------------ | ----- | --------------------- |
|                    |       | کیم دو-هون ۴۳'        |

| شانگهای شنهوا | ۰ – ۲ | یوکوهاما اف مارینوس         |
| ------------- | ----- | --------------------------- |
|               |       | یاسوناگا ۵۴' · کوریهارا ۸۵' |

| شانگهای اینترنشنال | ۱ – ۲ | یوکوهاما اف مارینوس    |
| ------------------ | ----- | ---------------------- |
| ژان کچیانگ ۲۳'     |       | ماتسودا ۵۵' · کوبو ۶۰' |

| شانگهای شنهوا | ۱ – ۱ | سئونگنام ایلهوا چونما |
| ------------- | ----- | --------------------- |
| پتکویچ ۴۵'    |       | کاستیلو ۱۱'           |

## جوایز

### قهرمان
| قهرمان جام قهرمانان ای۳ ۲۰۰۴      |
| --------------------------------- |
| سئونگنام ایلهوا چونما اولین عنوان |

### جوایز فردی
| گلزن برتر                    | بهترین بازیکن                |
| ---------------------------- | ---------------------------- |
| کیم دو-هون (سئونگنام ایلهوا) | کیم دو-هون (سئونگنام ایلهوا) |

## گلزنان
| رتبه | بازیکن          | تیم                   | گل |
| ---- | --------------- | --------------------- | -- |
| ۱    | کیم دو-هون      | سئونگنام ایلهوا چونما | ۲  |
| ۲    | آدمار           | سئونگنام ایلهوا چونما | ۱  |
| ۲    | هری کاستیلو     | سئونگنام ایلهوا چونما | ۱  |
| ۲    | شین تائه-یونگ   | سئونگنام ایلهوا چونما | ۱  |
| ۲    | کوام آیو        | شانگهای اینترنشنال    | ۱  |
| ۲    | ژان کچیانگ      | شانگهای اینترنشنال    | ۱  |
| ۲    | دژان پتکویچ     | شانگهای شنهوا         | ۱  |
| ۲    | ژنگ کیوی        | شانگهای شنهوا         | ۱  |
| ۲    | تاتسوهیکو کوبو  | یوکوهاما اف مارینوس   | ۱  |
| ۲    | یوزو کوریهارا   | یوکوهاما اف مارینوس   | ۱  |
| ۲    | ناوکی ماتسودا   | یوکوهاما اف مارینوس   | ۱  |
| ۲    | سوتارو یاسوناگا | یوکوهاما اف مارینوس   | ۱  |